# Angoixa (pel·lícula)
Angoixa (títol original: Angustia) és una pel·lícula de terror espanyola dirigida per Bigas Luna, estrenada l'any 1987. Ha estat doblada al català

## Argument
Quedant-se cec a poc a poc i sota la influència de la seva mare psicòpata, un jove anomenat John es venja degollant les seves víctimes i arrencant-los els ulls…

## Repartiment
- Zelda Rubinstein - Alice Pressman
- Michael Lerner - John Pressman
- Talia Paul - Patty
- Clara Pastor - Linda
- Ángel Jovè - The Killer
- Isabel García Lorca - Caroline
- Nat Baker Teaching Doctor
- Janet Porter - Infermera del laboratori
- José M. Chucarro - Amic de Caroline

## Premis
- 1987: Goya als millors efectes especials

## Crítica
- Inquietant i brillant història de terror. Cinema dins del cinema per a un film sorprenent i hipnòtic. Experiment altament satisfactori. Aconsellable[3]
- "Turbador exercici de metacine."[4]